# 1747 au théâtre
| Années du théâtre : 1744 - 1745 - 1746 - 1747 - 1748 - 1749 - 1750    |
| Décennies du théâtre : 1710 - 1720 - 1730 - 1740 - 1750 - 1760 - 1770 |

## Événements
- Grand succès de la tragédie russe historique Khorev, d’Alexandre Soumarokov.

## Pièces de théâtre publiées
- mars : Mahomet second, tragédie en prose inachevée (un acte et cinq scènes) de Marivaux, dans le Mercure de France (Lire en ligne).

## Pièces de théâtre représentées
- 17 janvier : Miss in Her Teens, farce de David Garrick, Londres, Covent Garden.
- 15 avril : Le Méchant, comédie de Jean-Baptiste Gresset, Paris, Comédie-Française.
- Yoshitsune senbon-zakura (Yoshitsune et les mille cerisiers), Osaka, par la troupe de bunraku du Takemoto-za.
- Les Deux Jumeaux vénitiens, comédie de Carlo Goldoni, Pise.
- Nicolas-Michel Linant, Vanda, reine de Pologne, tragédie, Paris, Comédie-Française.

## Naissances
- 11 décembre : Joseph-Jean-Baptiste Albouy, dit Dazincourt, acteur français, sociétaire de la Comédie-Française, mort le 28 mars 1809.
- Date précise non renseignée ou inconnue :
  - Namiki Gohei I,  dramaturge et acteur kabuki japonais, mort le 27 février 1808.

## Décès
- 17 novembre : Alain-René Lesage, romancier et auteur dramatique français, né le 8 mai 1668.
- Étienne-François Avisse, dramaturge français.